# Acaena dolichanthera
Acaena dolichanthera é uma espécie de rosácea do gênero Acaena, pertencente à família Rosaceae.